# Episodi di Titans (serie televisiva 2018) (terza stagione)

La terza stagione della serie televisiva Titans viene trasmessa sul servizio HBO Max dal 12 agosto al 21 ottobre 2021.
In Italia, la terza stagione verrà distribuita interamente su Netflix l'8 dicembre 2021.
| n. | Titolo originale                         | Titolo italiano                 | Pubblicazione Stati Uniti | Pubblicazione Italia |
| -- | ---------------------------------------- | ------------------------------- | ------------------------- | -------------------- |
| 1  | Barbara Gordon                           | Barbara Gordon                  | 12 agosto 2021            | 8 dicembre 2021      |
| 2  | Red Hood                                 | Red Hood                        | 12 agosto 2021            | 8 dicembre 2021      |
| 3  | Hank & Dove                              | Hank e Dove                     | 12 agosto 2021            | 8 dicembre 2021      |
| 4  | Blackfire                                | Blackfire                       | 19 agosto 2021            | 8 dicembre 2021      |
| 5  | Lazarus                                  | Lazzaro                         | 26 agosto 2021            | 8 dicembre 2021      |
| 6  | Lady Vic                                 | Lady Vic                        | 2 settembre 2021          | 8 dicembre 2021      |
| 7  | 51%                                      | 51%                             | 9 settembre 2021          | 8 dicembre 2021      |
| 8  | Home                                     | Home                            | 16 settembre 2021         | 8 dicembre 2021      |
| 9  | Souls                                    | Anime                           | 23 settembre 2021         | 8 dicembre 2021      |
| 10 | Troubled Water                           | Acque tossiche                  | 30 settembre 2021         | 8 dicembre 2021      |
| 11 | The Call Is Coming from Inside the House | La chiamata proviene dalla casa | 7 ottobre 2021            | 8 dicembre 2021      |
| 12 | Prodigal                                 | Prodigo                         | 14 ottobre 2021           | 8 dicembre 2021      |
| 13 | Purple Rain                              | Pioggia viola                   | 21 ottobre 2021           | 8 dicembre 2021      |

## Barbara Gordon
Dopo aver appreso che il Joker ha ucciso Jason, Dick torna a Gotham City e scopre che Todd stava lavorando con apparecchiature chimiche per creare una sostanza non identificata. Dick si riunisce con Bruce e Barbara Gordon, il commissario di polizia, e comincia a mettere in discussione la sanità mentale di Wayne per aver coinvolto ragazzini come sé stesso e Jason nella sua crociata contro il crimine. Dopo che Dick e Barbara rinfacciano ciò a Bruce, quest'ultimo uccide Joker e se ne va dopo aver incaricato Dick di essere un Batman migliore. La notizia della morte di Jason sconvolge il giovane Tim Drake, residente di Gotham che idolatra Batman. La squadra di Titans composta da Kory, Gar e Conner continua a combattere il crimine a San Francisco ma Kory comincia ad avere allucinazioni che la portano ad avere vuoti di memoria.

## Red Hood
Kory, Gar, Conner e Dawn arrivano a Villa Wayne per aiutare Dick a proteggere Gotham e Hank si unisce alla squadra nonostante le tensioni tra lui e Dawn. Con l'assenza di Batman, un misterioso individuo minaccia i boss mafiosi di Gotham costringendoli a lavorare per lui; tale persona associa i suoi crimini a dei cappucci rossi che fa indossare a coloro che vengono coinvolti. Barbara informa Dick che Jonathan Crane, incarcerato presso l'Arkham Asylum, ha prestato servizio come consulente della polizia. Grazie a Crane i Titans rintracciano l'individuo misterioso in un edificio abbandonato; Dick lo affronta e scopre che si tratta di un redivivo Jason, il quale ora si identifica come "Cappuccio Rosso".

## Hank e Dove
Hank viene attirato in una trappola da Jason, che gli impianta un ordigno esplosivo nel petto: i battiti cardiaci dell'uomo porteranno il dispositivo all'esplosione. Jason si offre di disattivarlo se i Titans ruberanno dei lingotti d'oro che stanno venendo trasportati verso una banca. Dick rifiuta di cedere al ricatto e scopre che il dispositivo è stato creato da Bruce; usando gli schemi nella Bat-Caverna, Conner viene incaricato di creare un disattivatore. Dawn e Hank rinnovano i loro sentimenti reciproci e questo porta la donna a rubare i lingotti d'oro per portarli a Jason. Quest'ultimo le consegna una pistola e afferma che potrà salvare Hank solo se gli sparerà; nonostante Dick cerchi di fermarla, Dawn spara e scopre di essere stata ingannata da Jason in quanto il detonatore si trova nel grilletto, uccidendo Hank poco prima che Conner possa usare il disattivatore.

## Blackfire
In seguito alla morte di Hank, Dawn lascia la squadra. Jason vuole uccidere Crane per averlo tradito, pertanto si organizza il trasferimento del criminale, ma Dick lo preleva durante lo spostamento verso il Blackgate. Grayson porta Crane nella casa nel bosco dove è stato allenato da Bruce quando era giovane e rivela di sapere che il criminale ha manipolato Jason per farlo diventare Cappuccio Rosso; pertanto vuole attirare Jason nel bosco per affrontarlo, sapendo che verrà per recuperare Crane. Nello scontro seguente, Jason e Crane riescono a fuggire. Intanto le visioni di Kory portano lei e Gar da Blackfire, tenuta in custodia presso una struttura governativa segreta. Nonostante l'astio reciproco, Kory sceglie di liberare la sorella per evitarle una vita eterna da reclusa e la porta a Villa Wayne.

## Lazzaro
Tre mesi prima della liberazione di Crane, Jason ha degli incubi in cui Donna lo avverte di qualcosa. Bruce si accorge dei suoi problemi e manda il ragazzo in terapia da Leslie Thompkins, ex collega di Crane. Dopo aver appreso che Wayne intende rimuoverlo dall'incarico di Robin, Jason accetta di aiutare Crane passandogli informazioni per avere in cambio la formula di una droga che lo porti a non avere più paura. La manipolazione di Crane porta Jason a gettarsi nel pericolo noncurante dei rischi e a venire quindi ucciso dal Joker. Successivamente Crane riporta in vita il ragazzo con un Pozzo di Lazzaro di Ra's al Ghul e crea una tossina per controllarlo come Cappuccio Rosso. Jason usa la sua nuova identità per aiutare la sua amica Molly Jensen a salvare dei bambini orfani scomparsi. Nel presente Crane spiega a Jason che intende portare Gotham alla paura per poterla controllare.

## Lady Vic
Sei anni prima della storia, Dick e Barbara compiono per svago diverse rapine nei musei e intraprendono una relazione sentimentale. Durante un colpo si trovano a combattere l'assassina Lady Vic e inavvertitamente provocano la morte del suo compagno. 
Nel presente, Crane si fa aiutare da Lady Vic per rubare un dispositivo medico per diffondere rapidamente la sua droga; Jason va contro gli ordini di Crane consegnando la droga a dei criminali di strada, scatenando un'ondata di violenza. Lady Vic cerca infruttuosamente di uccidere Barbara e ottiene una sua foto da consegnare allo Spaventapasseri. Nonostante le crescenti tensioni tra lei e Kory, Blackfire assiste i Titans e scopre che Crane sta collaborando con i boss mafiosi di Gotham.

## 51%
Crane riconosce che Jason tiene ancora a Dick, quindi lo fa drogare. Grayson convince Barbara a rintracciare Crane tramite il computer Oracolo, ma Barbara lo disattiva quando Crane usa la sua fotografia per hackerare il sistema. Kory e Blackfire fanno visita alla boss mafiosa Valeska Nox, che si offre di annullare la sua partnership con Red Hood se la riuniranno con suo figlio Michael. Le due accettano l'accordo, ma Valeska uccide Michael in quanto è un informatore dell'FBI e Kory si vendica uccidendola. Kory e Blackfire aiutano Dick a localizzare la fabbrica di droga di Crane tramite uno degli scagnozzi di Valeska; i Titans distruggono la struttura, costringendo Crane e Jason a fuggire. Dick e Barbara riprendono la loro relazione, mentre Gar rintraccia Molly con l'intenzione di aiutare Jason. Blackfire informa Kory di aver ucciso i loro genitori per legittima difesa.

## Home
Dopo un incontro sessuale, Conner e Blackfire tentano di aiutare Kory a decifrare le sue nuove visioni. Jason, senza più droghe che lo controllano, si rivolta contro Crane. Tim deduce l'identità segreta di Grayson e giunge a Villa Wayne per diventare il prossimo Robin. Jason, in preda ai sensi di colpa, contatta Dick per arrendersi con Crane in una stazione di pompaggio abbandonata, senza sapere che Crane sta origliando la loro conversazione. Tim segue Jason ma Crane gli spara. Mentre il resto della squadra si occupa di Tim, Dick e Kory inseguono Jason e Crane nella struttura; Crane inganna Kory spingendola ad attaccarlo con i suoi poteri, provocando un'esplosione che porta la tossina a diffondersi nel sistema idrico di Gotham.

## Anime
Addestrandosi con le Amazzoni a Themyscira, Rachel non riesce a riportare in vita Donna. Tim si risveglia nell'aldilà e viene aiutato da Donna e Hank a difendersi da ghoul demoniaci che rubano le anime dei morti. I tre si dirigono su un ponte che si dice riporti in vita i morti e Hank rimane indietro per concedere a Donna e Tim di attraversarlo, ricongiungendosi poi con suo fratello Don per proteggere le altre anime dai ghoul. Rachel prima di partire scopre che il corpo di Donna è scomparso; quest'ultima salva Bruce da un tentativo di suicidio.

## Acque tossiche
Crane diffonde un video per manipolare i cittadini di Gotham contro i Titans, accusandoli di aver diffuso la tossina e relegando a Red Hood la nomina di nuovo eroe di Gotham. Dick decide di consegnarsi con la sua squadra alla polizia per poi uscire subito pagando la cauzione, così da permettere alla polizia di mantenere la fiducia nella popolazione. Alla stazione di polizia alcuni agenti corrotti da Jason attaccano il gruppo, costringendoli a fuggire, mentre Barbara viene arrestata per aver sparato a un poliziotto corrotto per salvare Dick. Con i Titans separati e costretti a nascondersi, Crane e Jason si stabiliscono indisturbati a Villa Wayne. Kory cerca di curare una ferita da proiettile a Blackfire e quest'ultima assorbe inconsapevolmente i suoi poteri. Gar si riunisce con Rachel e Donna giunge a Gotham dopo che le Amazzoni hanno messo alla prova le sue capacità di leadership.

## La chiamata proviene dalla casa
Dick accetta di affrontare Jason pubblicamente; sebbene prevalga, una folla di cittadini sostenitori di Red Hood lo attacca riducendolo in fin di vita. A Villa Wayne Crane ha una crisi psicotica dopo aver scoperto da un file che Wayne lo considera un "codardo" e tortura a morte l'addetto alle consegne delle pizze. Seguendo le informazioni scoperte da Gar, Rachel trova la Fossa di Lazzaro e subito dopo i suoi poteri l'avvertono che Dick è in pericolo. Donna e Tim scoprono che Crane sta progettando di assaltare l'isolato di Tim con i suoi poliziotti corrotti, portando Donna a guidare i residenti per respingerli. Kory viene colpita da un proiettile e ha una visione in cui scopre che i suoi genitori hanno trasferito i poteri di Blackfire in lei quando erano piccole, portandola a sviluppare un nuovo potere.

## Prodigo
Rachel e Gar trovano Dick ferito mortalmente e Gar assume la forma di un pipistrello per trasportarlo nella Fossa di Lazzaro, da cui ne esce completamente guarito dopo aver avuto delle visioni di suo padre e di una futura figlia. Jason apprende che Crane intende uccidere l'intera popolazione di Gotham e si allea con Dick, ma il criminale riesce a ottenere esplosivi contenenti la sua tossina. Donna guida Tim e la sua famiglia fuori dalla città, sebbene Tim voglia aiutare a proteggere Gotham. Dopo essere fuggita dalla sua cella di detenzione, Barbara tenta di riattivare Oracolo. Blackfire torna nella sua vecchia prigione e scopre che la sua navicella si trova lì; dopo che Kory la informa delle azioni dei loro genitori, Blackfire decide di tornare a Tamaran ma Conner distrugge la navicella in quanto innamorato di lei.

## Pioggia viola
Gli agenti A.R.G.U.S. guidati da Vee giungono in aiuto a Barbara, mentre i Titans si riuniscono. Dopo aver innescato un esplosivo, Crane minaccia di far esplodere le altre bombe se gli eroi non saranno in grado di trovare i suoi indizi. Dick decide invece di attaccare direttamente Villa Wayne con Gar, Jason e Tim, disinnescando gli esplosivi e catturando il criminale. I restanti Titans usano la Fossa di Lazzaro per creare una pioggia che riporta in vita coloro che erano stati uccisi dalla prima bomba. Bruce torna a Gotham e Jason si scusa con lui prima di andarsene. Conner aiuta Blackfire a ricostruire una nuova navicella, poi l'aliena parte salutando lui e Kory. Donna lascia la squadra per cercare Dawn e riceve l'offerta di unirsi all'A.R.G.U.S. I Titans tornano a San Francisco e Tim viene invitato da Dick a unirsi a loro. Prima di partire, per vendicarsi, Grayson e Rachel usano i poteri di quest'ultima per distruggere la sanità mentale di Crane tramite la magia oscura della Fossa di Lazzaro.